# Metro: Last Light
Metro: Last Light è un videogioco post-apocalittico sviluppato da 4A Games e pubblicato da Koch Media nel 2013 per Xbox 360, PlayStation 3, Microsoft Windows, macOS e Linux, con una combinazione di survival horror in prima persona e di elementi sparatutto.
Precedentemente annunciato come Metro 2034, il gioco è un seguito di Metro 2033. 
Il 25 agosto del 2014 è stato messo in commercio per Xbox One e PlayStation 4 il cofanetto Metro Redux, contenente entrambi i capitoli rimasterizzati per le nuove console, anche se i cambiamenti più rilevanti hanno riguardato Metro 2033, che è stato totalmente rielaborato e aggiornato seguendo il comparto tecnico di Last Light. La versione Redux è stata in seguito distribuita anche per macOS.

## Trama
Metro: Last Light ha luogo nel 2034, un anno dopo gli eventi di Metro 2033, in seguito alla fine del romanzo originale in cui il missile di Artyom colpiva i Tetri, esseri misteriosi che apparentemente minacciavano i sopravvissuti di una guerra nucleare che vivevano nella metro di Mosca. I Rangers, una forza di mantenimento della pace che opera su tutta la metro, hanno occupato la struttura militare D6 che Artyom ha visitato nel gioco Metro 2033. Questo è un enorme bunker prebellico non completamente esplorato e Artyom, ora divenuto un Ranger, non è sicuro che uccidere i Tetri sia stata la decisione giusta. Le voci della scoperta del D6 e delle sue grandi ricchezze si sono diffuse in tutta la Metro; fazioni rivali, come la Linea Rossa e il Quarto Reich nazista, sperano di conquistare il bunker e il suo contenuto.
Khan, un mistico vagabondo, informa Artyom e i Ranger che un singolo Tetro è sopravvissuto all'impatto missilistico. Khan crede che sia la chiave per il futuro dell'umanità e vuole comunicare con lui, mentre il colonnello Miller, il leader dei Ranger, vuole eliminarlo ritenendolo una potenziale minaccia. Miller manda quindi Artyom in superficie insieme a sua figlia Anna, il miglior cecchino dei Ranger, per uccidere il Tetro.
Artyom trova il Tetro, che è ancora un bambino, ma viene catturato dai soldati del Quarto Reich. Tra i prigionieri vi è anche Pavel Morozov, un soldato della Linea Rossa; i due collaborano per scappare attraverso i tunnel della metropolitana e attraversano la superficie devastata. Quando raggiungono la Linea Rossa, tuttavia, Pavel si rivela essere un ufficiale di alto livello e imprigiona Artyom per saperne di più sui Ranger e sul Tetro. Artyom riesce a fuggire e sfida le forze di Pavel per trovare il Tetro e Anna, che è stata rapita da Lesnitsky, una spia della Linea Rossa ed ex Ranger. Durante il tragitto trova un contingente di forze della Linea Rossa che massacra gli abitanti di una stazione, presumibilmente per contenere una misteriosa epidemia; in realtà è stata proprio la Linea Rossa ad introdurre il virus alla stazione: l'arma Ebola che Lesnitsky aveva rubato dal D6. Artyom trova Anna e la libera, ma i due sono esposti al virus e vengono messi in quarantena dopo il salvataggio. Nella paura di morire dolorosamente  a causa del virus Anna e Artyom fanno l'amore e dopo incontra di nuovo Khan. I due trovano il giovane Tetro e, in una serie di flashback allucinatori, Artyom ricorda di essere stato salvato da un Tetro da bambino; era collegato psichicamente a loro, intesi a formare un ponte tra la loro specie e la sua. Artyom giura di fare ammenda proteggendo il piccolo Tetro e i due si spostano a Polis, l'area centrale della metropolitana, dove si svolge una conferenza di pace sul D6 tra i Ranger, la Linea Rossa, il Reich e l'Hansa neutrale. Durante il viaggio, Artyom mette fuori gioco Lesnitsky e Pavel (spetta al giocatore decidere il loro destino), mentre il piccolo Tetro sente che c'è un gruppo di Tetri nel D6. Dopo essere arrivato a Polis, il piccolo Tetro usa le sue capacità telepatiche per far riconoscere al leader della Linea Rossa, il Presidente Moskvin, che la conferenza di pace è soltanto un diversivo per consentire al generale Korbut di conquistare il D6. Artyom e il resto dei Ranger si precipitano nel bunker per prendere posizione contro l'esercito di Korbut, ma vengono resi incapaci da un treno blindato che si lancia nella loro stazione. I soldati della Linea Rossa circondano e si preparano ad uccidere Artyom e Miller, ormai esausti e a terra.
Il karma che il giocatore ha acquisito determina il finale. Nel finale "cattivo", Artyom distrugge il D6 per impedire a Korbut di usare la struttura per spazzare via i resti delle altre fazioni e probabilmente l'umanità, causando la morte di sé stesso, dei Ranger sopravvissuti e delle forze della Linea Rossa. Nel finale "buono", rivelato in seguito come finale canonico, Artyom si prepara a distruggere il bunker ma viene fermato dal piccolo Tetro, che, insieme ai Tetri risvegliati, rende inoffensivo l'esercito di Korbut. Artyom chiama il piccolo Tetro "l'ultima luce della speranza" dell'umanità. In entrambi i finali, il giovane Tetro parte con una scia di Tetri sopravvissuti per trovare sicurezza, promettendo al contempo che torneranno in futuro per aiutare a ricostruire il mondo.

## Doppiaggio
| Personaggio             | Doppiatore originale | Voce italiana     |
| ----------------------- | -------------------- | ----------------- |
| Artyom                  | Chris Parson         | Oliviero Corbetta |
| Miller                  | Jamieson Price       | Renzo Ferrini     |
| Anna                    | Anna Graves          | Beatrice Caggiula |
| Khan                    | JB Blanc             | Alberto Olivero   |
| Andrew                  | Matt Reidy           | Raffaele Fallica  |
| Gen. Korbut             | Andre Sogliuzzo      | Ivo De Palma      |
| Maxim Petrovich Moskvin | Dimitri Diatchenko   | Marco Balzarotti  |
| Leonid Moskvin          | Nickolai Stoilov     | Matteo Zanotti    |
| Pavel Morozov           | Mark Ivanir          | Gianmarco Ceconi  |
| Ulman                   | Dave B. Mitchell     | Gianni Gaude      |
| Lesnisky                | Pasha Lychnikoff     |                   |
| Fedor                   | David Lodge          | Claudio Moneta    |
| Vladimir                | Boris Kievski        | Gianluca Iacono   |
| Führer                  | Robin Atkin Downes   | Marco Pagani      |
| Tetro                   | Cindy Robinson       | Monica Bonetto    |

Personaggi minori: Mario Zucca, Luca Sandri, Gianni Gaude, Lorenzo Scattorin, Gianluca Iacono, Matteo Zanotti, Raffaele Fallica, Stefano Albertini, Silvio Pandolfi, Ivo De Palma, Valerio Amoruso, Andrea Bolognini, Renato Novara, Alessandro Zurla, Gabriele Marchigiglio, Luigi Rosa, Francesco Mei.

## Storia
Il gioco è stato originariamente mostrato alla fiera E3 2011. Il trailer è stato ufficialmente pubblicato il 31 maggio 2011. Inizialmente doveva essere messo in commercio nell'estate del 2012, ma l'uscita è stata ritardata fino al primo trimestre del 2013. È stato annunciato il 2 febbraio 2012. Inizialmente doveva essere distribuito anche per Wii U, ma in seguito THQ annullò la versione per la console di Nintendo.

## Accoglienza
Metro: Last Light ricevette giudizi di 8,6/10 da Everyeye.it e 8,5/10 (versione PC) da Multiplayer.it.